# Philip Doddridge

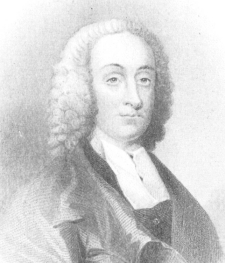
Philip Doddridge

Philip Doddridge, född 26 juni 1702, död 26 oktober 1751, var en nonkonformistisk predikant i England. Psalmförfattare representerad i Svenska Missionsförbundets sångbok 1920 (SMF 1920) med en psalm översatt av Erik Nyström.
Doddridge var predikant i en independent församling i Northampton och var ledare för ett prästseminarium, som han där grundat. Doddridge verkade för en praktisk kristendom och företrädde en av konfessionella särmeningar oberoende enhetsteologi. Flera av hans uppbyggelseskrifter har översatts till ett antal språk, även svenska. Hans andliga sånger utkom efter hans död i en rad upplagor.
Han är representerad med 61 psalmer i The Church Hymn book 1872 och därmed en av de mer dominerande bidragsgivarna efter Isaac Watts, till den psalmboken.

## Psalmer
- Se, mild och ljuvlig herden står (SMF 1920 nr 594) under rubriken Barnmission. Till en melodi, som också används till O du Guds kärlek underbar, tonsatt av Lowell Mason.